# Фройнд, Август
Август Фройнд (30 июля 1835, Кенты, Австрийская империя (ныне Освенцимский повят, Малопольское воеводство, Польша) — 28 февраля 1892, Лемберг, Австро-Венгрия (ныне Львов, Украина)) — австрийско-польский учёный-химик-органик, педагог, профессор Львовской Технической Академии. Ректор Львовской Технической Академии (ныне Национальный университет «Львовская политехника») (1876—1877, 1882-1883, 1889—1890). Доктор философии.

## Биография
Родился в еврейской семье. Окончив гимназию в Цешине, учился во Львовском университете (1856—1858). В 1858 году получил степень магистра фармакологии. Работал ассистентом профессора Леопольда фон Пебаля, занимался исследованием галицийских нефтяных залежей, выработки керосина и работу по его дистилляции, инициированной И. Лукасевичем. Работа была увенчана обнаружением бензола.
С 1869 года учительствовал в гимназии Тернополя и реальной школе во Львове, защитил кандидатскую диссертацию во Львове, подготовил докторскую диссертацию, которую защитил в Лейпцигском университете. Стал преподавателем Львовской Технической Академии (ныне Национальный университет «Львовская политехника»).
С 1872 года — профессор химии Технической академии во Львове, позже — декан факультета общей и аналитической химии, а шесть лет спустя — факультета технической химии. Ректор Львовской Технической Академии (ныне Национальный университет «Львовская политехника») (1876—1877, 1882-1883, 1889—1890).
Занимался исследованиями в области органической химии, вопросами брожения. Разработал способ получения циклопропана, вещества, используемого для общей анестезии. Изучал использование органических соединений цинка для синтеза кетонов и хлорангидридов кислот.
Автор одного из первых польских учебников для гимназий по химии «Zarys chemii do użytku szkół gimnazyalnych» (1883).